# Hans Berglund
Hans Gustaf Bo Berglund (Stoccolma, 24 febbraio 1918 – 17 settembre 2006) è stato un canoista svedese.

## Palmarès
- Giochi olimpici

Londra 1948: oro nel K2 1000 metri.
- Mondiali

Vaxholm 1938: argento nel K2 1000 metri.
Londra 1948: oro nel K4 1000 metri.